# V2.0
v2.0 è il secondo album del gruppo jazz inglese GoGo Penguin, pubblicato dalla Gondwana Records nel 2014.

## Tracce
Compact disc
1. Murmuration – 4:13
2. Garden Dog Barbecue – 3:45
3. Kamaloka – 5:21
4. Fort – 3:17
5. One Percent – 5:36
6. Home – 5:22
7. The Letter – 6:14
8. To Drown in You – 6:28
9. Shock and Awe – 3:13
10. Hopopono – 3:55

Durata totale: 47:24

## Formazione
- Chris Illingworth: pianoforte
- Nick Blacka: basso
- Rob Turner: percussioni